# Холанд (Минесота)
Холанд (енгл. Holland) град је у америчкој савезној држави Минесота.

## Демографија
По попису из 2010. године број становника је 187, што је 28 (-13,0%) становника мање него 2000. године.
| Група             | 2000.       | 2010.       |
| Белци             | 210 (97,7%) | 171 (91,4%) |
| Афроамериканци    | 0 (0,0%)    | 0 (0,0%)    |
| Азијати           | 0 (0,0%)    | 1 (0,5%)    |
| Хиспаноамериканци | 3 (1,4%)    | 11 (5,9%)   |
| Укупно            | 215         | 187         |